# Nagoya Rinkai Rapid Transit
Nagoya Rinkai Rapid Transit Co.,Ltd. (名古屋臨海高速鉄道株式会社, Nagoya Rinkai Kōsoku Tetsudō Kabushiki kaisha) est une compagnie de transport de passagers qui exploite une ligne de chemin de fer à Nagoya au Japon. Son siège social est situé dans l'arrondissement de Minato à Nagoya.

## Histoire
La compagnie a été fondée le 2 décembre 1997 pour convertir la ligne Nishi-Nagoyakō au trafic voyageurs et l'exploiter.  La ligne ouvre le 6 octobre 2004 sous le nom de ligne Aonami.

## Ligne
La compagnie exploite une seule ligne :
| Ligne        | Nom japonais | Terminus            | Longueur (km) | Gares |
| ------------ | ------------ | ------------------- | ------------- | ----- |
| Ligne Aonami | あおなみ線   | Nagoya - Kinjō-futō | 15,2          | 11    |

## Matériel roulant

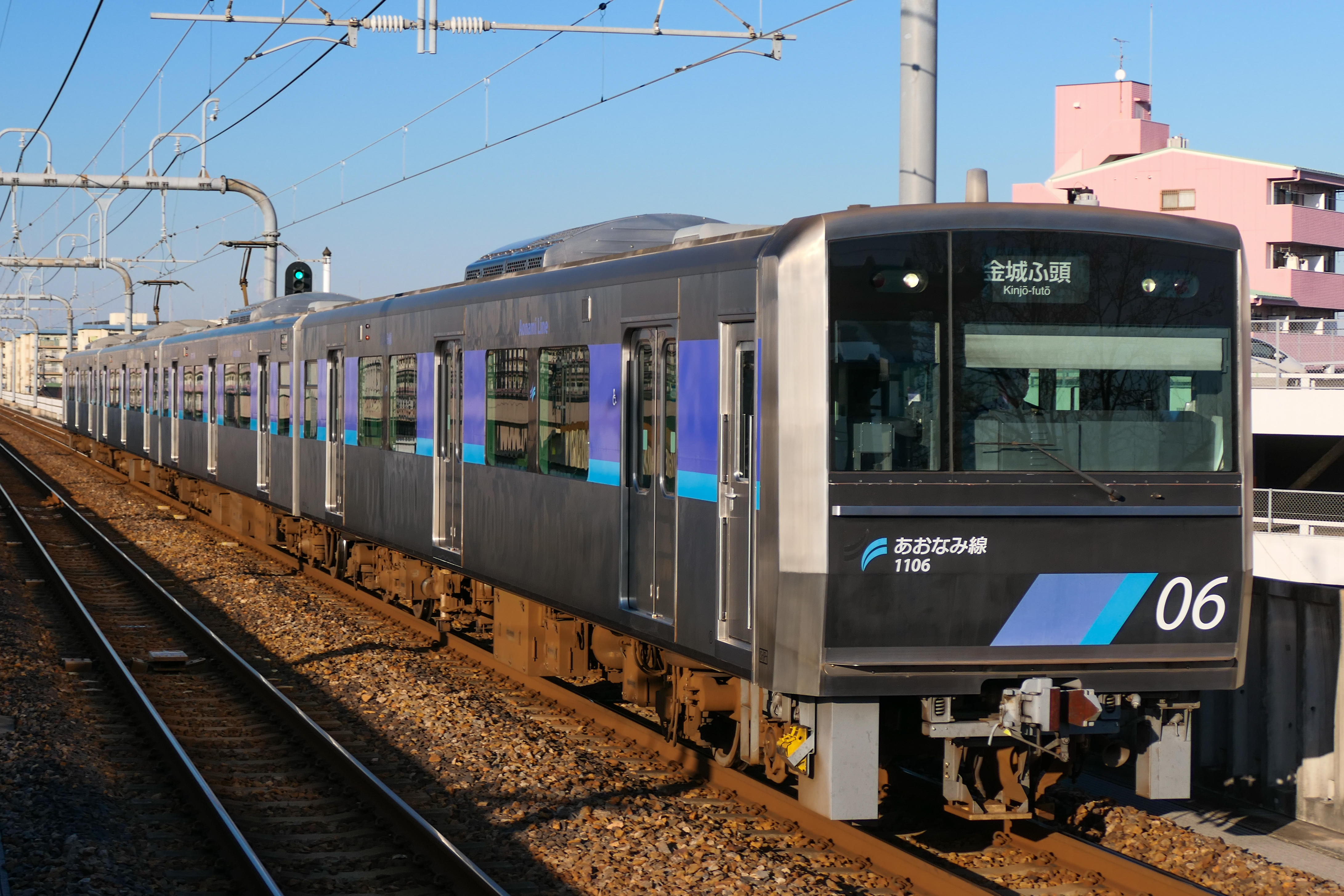
Série 1000